# Ramstein-Miesenbach
Pour les articles homonymes, voir Ramstein.

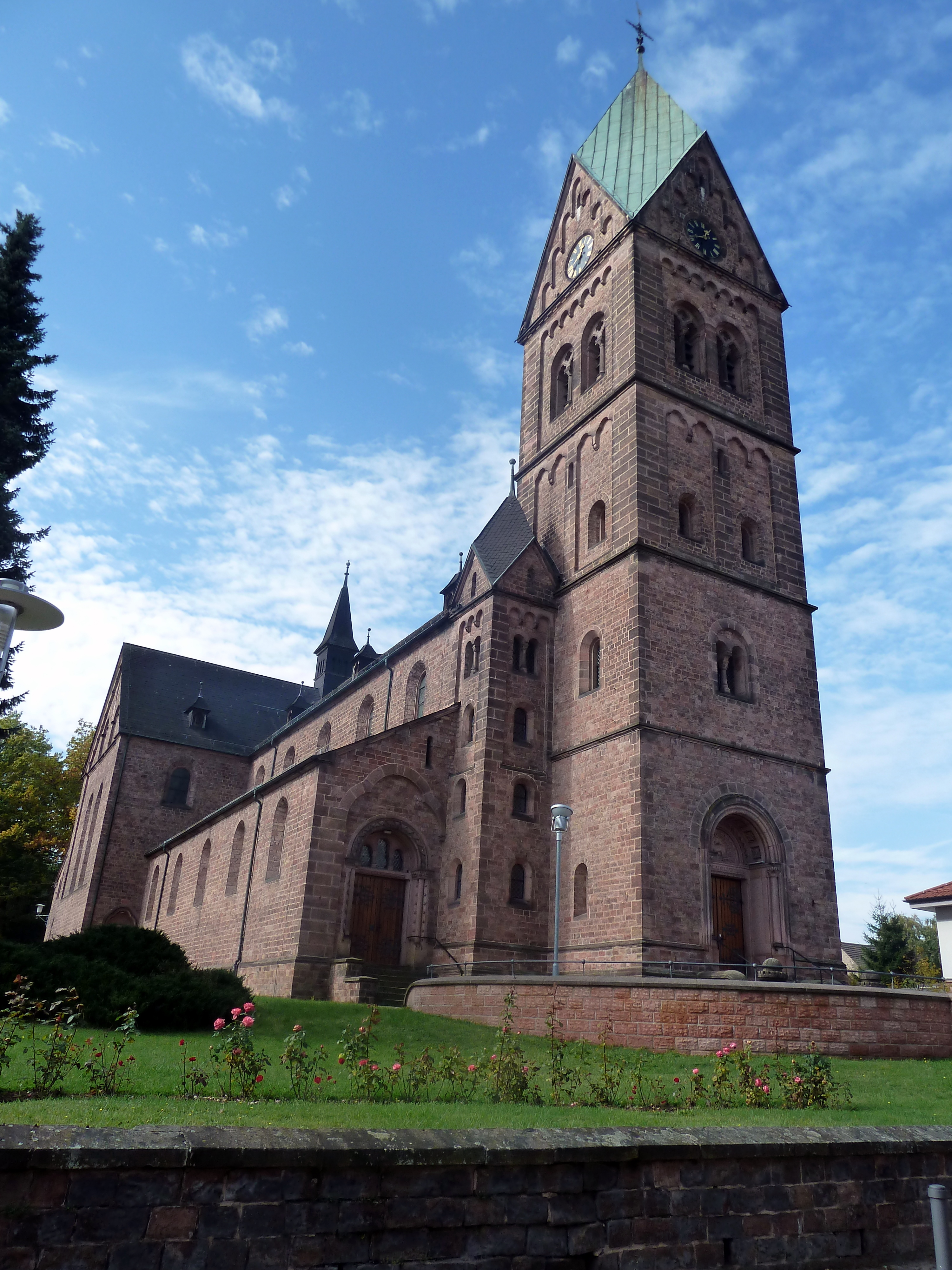
Église paroissiale de Ramstein.

Ramstein-Miesenbach est une ville de Rhénanie-Palatinat, en Allemagne, connue pour héberger la Ramstein Air Base, une base aérienne de l'USAF qui accueille aussi l'état-major « air » de l'OTAN en Europe. Sa population est évaluée à 7 565 habitants au 31 décembre 2014.

## Histoire

### Catastrophe aérienne de 1988
Le 28 août 1988, un meeting aérien sur la base de Ramstein tourne au désastre lorsque trois des dix avions Aermacchi MB-339 de la patrouille acrobatique italienne des Frecce Tricolori se télescopent en plein air lors de manœuvres acrobatiques complexes. L'un des avions s'écrase directement sur les spectateurs. Le bilan est lourd : 67 morts (outre les trois pilotes) et environ cinq cents blessés.
Aucun meeting aérien n'a été tenu sur la base aérienne depuis cette tragédie.

### Information culturelle connexe
La catastrophe aérienne de Ramstein a donné son nom à l'une des premières chansons du groupe allemand Rammstein. Ce dernier porte ce nom homonyme en raison de la grande renommée de la chanson en question : Rammstein ; le « m » a été doublé par erreur, à l'origine. Le public ne cessant de scander ce nom durant les premiers concerts a conduit le groupe à adopter ce nom, en gardant le double « m » erroné. Rammstein serait le groupe qui a vendu le plus de CD en langue allemande de l'histoire de la musique.